# Mary Stewart, grevinna av Arran
Mary Stewart, grevinna av Arran, född 1453, död 1488, var en skotsk prinsessa, dotter till kung Jakob II av Skottland och Maria av Gueldres.
Hon gifte sig 1467 med Thomas Boyd, earl av Arran och 1474 med James Hamilton av Cadzow.